# Skrjabinema ovis
Skrjabinema ovis är en rundmaskart som först beskrevs av Skrjabin 1915.  Skrjabinema ovis ingår i släktet Skrjabinema och familjen Oxyuridae. Arten är reproducerande i Sverige. Inga underarter finns listade i Catalogue of Life.